# Bulbamphiascus minutus
Bulbamphiascus minutus är en kräftdjursart som beskrevs av Dinet 1971. Bulbamphiascus minutus ingår i släktet Bulbamphiascus och familjen Diosaccidae. Inga underarter finns listade i Catalogue of Life.